# Lijst van nummers van Bastille
Dit is een lijst van nummers van Bastille, een Britse band afkomstig uit Londen.

## Albums

### Bad Blood
| Titel                                       | Duur | Album              | Jaar | Opmerkingen                                                                       |
| ------------------------------------------- | ---- | ------------------ | ---- | --------------------------------------------------------------------------------- |
| "Pompeii"                                   | 3:34 | Bad Blood          | 2013 |                                                                                   |
| "Things We Lost in the Fire"                | 4:01 | Bad Blood          | 2013 |                                                                                   |
| "Bad Blood"                                 | 3:33 | Bad Blood          | 2012 |                                                                                   |
| "Overjoyed"                                 | 3:26 | Bad Blood          | 2012 |                                                                                   |
| "These Streets"                             | 2:55 | Bad Blood          | 2013 |                                                                                   |
| "Weight of Living, Pt. II"                  | 2:55 | Bad Blood          | 2013 |                                                                                   |
| "Icarus"                                    | 3:45 | Bad Blood          | 2013 |                                                                                   |
| "Oblivion"                                  | 3:16 | Bad Blood          | 2013 |                                                                                   |
| "Flaws"                                     | 3:38 | Bad Blood          | 2012 |                                                                                   |
| "Daniel in the Den"                         | 3:09 | Bad Blood          | 2013 |                                                                                   |
| "Laura Palmer"                              | 3:06 | Bad Blood          | 2013 |                                                                                   |
| "Get Home"                                  | 3:11 | Bad Blood          | 2013 |                                                                                   |
| "Weight of Living, Pt. I"                   | 3:26 | Bad Blood          | 2013 | Verborgen nummer                                                                  |
| "Poet"                                      | 2:44 | All This Bad Blood | 2013 | Eveneens B-zijde                                                                  |
| "The Silence"                               | 3:51 | All This Bad Blood | 2013 |                                                                                   |
| "Haunt (Demo)"                              | 2:53 | All This Bad Blood | 2013 | Eveneens B-zijde                                                                  |
| "Sleepsong"                                 | 3:40 | All This Bad Blood | 2013 | Eveneens B-zijde                                                                  |
| "Durban Skies"                              | 4:11 | All This Bad Blood | 2013 | Eveneens B-zijde                                                                  |
| "Laughter Lines"                            | 4:04 | All This Bad Blood | 2013 |                                                                                   |
| "Previously on Other People's Heartache..." | 1:06 | All This Bad Blood | 2013 |                                                                                   |
| "Of the Night"                              | 3:34 | All This Bad Blood | 2012 | Eerder op Other People's Heartache                                                |
| "The Draw"                                  | 3:14 | All This Bad Blood | 2013 |                                                                                   |
| "What Would You Do?"                        | 3:03 | All This Bad Blood | 2012 | Eerder op Other People's Heartache                                                |
| "Skulls"                                    | 4:11 | All This Bad Blood | 2013 |                                                                                   |
| "Tuning Out..."                             | 2:36 | All This Bad Blood | 2013 |                                                                                   |
| "bad_news"                                  | 4:39 | All This Bad Blood | 2014 | Eveneens B-zijde, enkel op Belgische versie                                       |
| "Pompeii MMXXIII"                           | 5:37 | Bad Blood X        | 2023 | Bastille & Hans Zimmer                                                            |
| "No Angels"                                 | 3:52 | Bad Blood X        | 2023 | Featuring Ella Eyre Eerder op Other People's Heartache, Pt. 2                     |
| "(I Just) Died in Your Arms"                | 3:20 | Bad Blood X        | 2023 | Eerder al op Virgin Records: 40 Years of Disruptions                              |
| "Dreams"                                    | 4:19 | Bad Blood X        | 2023 | Featuring Gabrielle Aplin Eerder op Other People's Heartache, Pt. 2 en Panic Cord |

### Wild World
| Titel                                    | Duur | Album                         | Jaar | Opmerkingen             |
| ---------------------------------------- | ---- | ----------------------------- | ---- | ----------------------- |
| "Good Grief"                             | 3:26 | Wild World                    | 2016 |                         |
| "The Currents"                           | 3:24 | Wild World                    | 2016 |                         |
| "An Act of Kindness"                     | 3:28 | Wild World                    | 2016 |                         |
| "Warmth"                                 | 3:49 | Wild World                    | 2016 |                         |
| "Glory"                                  | 4:41 | Wild World                    | 2016 |                         |
| "Power"                                  | 3:29 | Wild World                    | 2016 |                         |
| "Two Evils"                              | 2:46 | Wild World                    | 2016 |                         |
| "Send Them Off!"                         | 3:20 | Wild World                    | 2016 |                         |
| "Lethargy"                               | 3:24 | Wild World                    | 2016 |                         |
| "Four Walls (The Ballad of Perry Smith)" | 4:12 | Wild World                    | 2016 |                         |
| "Blame"                                  | 2:55 | Wild World                    | 2016 |                         |
| "Fake It"                                | 4:04 | Wild World                    | 2016 |                         |
| "Snakes"                                 | 3:17 | Wild World                    | 2016 |                         |
| "Winter of Our Youth"                    | 3:23 | Wild World                    | 2016 |                         |
| "Way Beyond"                             | 3:19 | Wild World (Complete Edition) | 2016 |                         |
| "Oil on Water"                           | 2:58 | Wild World (Complete Edition) | 2016 |                         |
| "Campus"                                 | 3:03 | Wild World (Complete Edition) | 2016 |                         |
| "Shame"                                  | 3:30 | Wild World (Complete Edition) | 2016 |                         |
| "Final Hour"                             | 3:08 | Wild World (Japanese Edition) | 2016 | Enkel op Japanse versie |
| "The Anchor"                             | 3:24 | Wild World (Complete Edition) | 2016 |                         |

### Doom Days
| Titel                                                         | Duur | Album                 | Jaar | Opmerkingen                                       |
| ------------------------------------------------------------- | ---- | --------------------- | ---- | ------------------------------------------------- |
| "Quarter Past Midnight"                                       | 3:19 | Doom Days             | 2018 |                                                   |
| "Bad Decisions"                                               | 3:09 | Doom Days             | 2019 |                                                   |
| "The Waves"                                                   | 4:00 | Doom Days             | 2019 |                                                   |
| "Divide"                                                      | 3:52 | Doom Days             | 2019 |                                                   |
| "Million Pieces"                                              | 4:11 | Doom Days             | 2019 |                                                   |
| "Doom Days"                                                   | 2:18 | Doom Days             | 2019 |                                                   |
| "Nocturnal Creatures"                                         | 3:52 | Doom Days             | 2019 |                                                   |
| "4AM"                                                         | 4:07 | Doom Days             | 2019 |                                                   |
| "Another Place"                                               | 3:31 | Doom Days             | 2019 |                                                   |
| "Those Nights"                                                | 4:30 | Doom Days             | 2019 |                                                   |
| "Joy"                                                         | 3:11 | Doom Days             | 2019 |                                                   |
| "Admit Defeat"                                                | 3:05 | This Got Out of Hand! | 2019 |                                                   |
| "Good Lesson"                                                 | 3:30 | This Got Out of Hand! | 2019 |                                                   |
| "Easy Days (demo)"                                            | 2:53 | This Got Out of Hand! | 2019 |                                                   |
| "When I Watch the World Burn All I Think About Is You (demo)" | 3:12 | This Got Out of Hand! | 2019 |                                                   |
| "Another Place"                                               | 4:17 | This Got Out of Hand! | 2019 | Featuring the Chamber Orchestra of London         |
| "Final Hour"                                                  | 3:08 | This Got Out of Hand! | 2016 | Eerder op Japanse versie van Wild World           |
| "Million Pieces"                                              | 4:43 | This Got Out of Hand! | 2019 | Featuring the Chamber Orchestra of London         |
| "Comfort of Strangers"                                        | 3:49 | This Got Out of Hand! | 2017 | Eerder exclusief uitgegeven voor Record Store Day |
| "Another Place"                                               | 3:33 | This Got Out of Hand! | 2019 | Featuring Alessia Cara                            |
| "Hangin'"                                                     | 3:29 | This Got Out of Hand! | 2015 | Eerder exclusief uitgegeven voor Record Store Day |
| "Can't Fight This Feeling"                                    | 3:18 | This Got Out of Hand! | 2019 | Featuring the London Contemporary Orchestra       |

### Give Me The Future
| Titel                                  | Duur | Album              | Jaar | Opmerkingen                             |
| -------------------------------------- | ---- | ------------------ | ---- | --------------------------------------- |
| "Distorted Light Beam"                 | 2:57 | Give Me the Future | 2021 |                                         |
| "Thelma + Louise"                      | 2:17 | Give Me the Future | 2021 |                                         |
| "No Bad Days"                          | 3:05 | Give Me the Future | 2021 |                                         |
| "Brave New World (interlude)"          | 0:27 | Give Me the Future | 2022 |                                         |
| "Back to the Future"                   | 2:53 | Give Me the Future | 2022 |                                         |
| "Plug In..."                           | 2:40 | Give Me the Future | 2022 |                                         |
| "Promises"                             | 1:25 | Give Me the Future | 2022 | Door Riz Ahmed                          |
| "Shut Off the Lights"                  | 3:07 | Give Me the Future | 2022 |                                         |
| "Stay Awake?"                          | 3:07 | Give Me the Future | 2022 |                                         |
| "Give Me the Future"                   | 3:39 | Give Me the Future | 2021 |                                         |
| "Club 57"                              | 3:12 | Give Me the Future | 2022 |                                         |
| "Total Dissociation (interlude)"       | 0:43 | Give Me the Future | 2022 |                                         |
| "Future Holds"                         | 2:43 | Give Me the Future | 2022 | Featuring BIM                           |
| "Back to the Innerverse (interlude)"   | 0:20 | Dreams of the Past | 2022 |                                         |
| "Real Life"                            | 2:20 | Dreams of the Past | 2022 |                                         |
| "Family Ties"                          | 2:46 | Dreams of the Past | 2022 |                                         |
| "Distorted Light Beam (reprise)"       | 3:23 | Dreams of the Past | 2022 |                                         |
| "Revolution"                           | 3:03 | Dreams of the Past | 2022 |                                         |
| "Survivin'"                            | 2:53 | Dreams of the Past | 2020 | Eerder op Goosebumps                    |
| "No More Bad Days"                     | 3:59 | Dreams of the Past | 2021 |                                         |
| "Hope for the Future"                  | 3:32 | Dreams of the Past | 2022 | Later op soundtrack From Devil's Breath |
| "Other People’s Heartache (interlude)" | 0:45 | Dreams of the Past | 2022 |                                         |
| "Run Into Trouble"                     | 3:02 | Dreams of the Past | 2022 | Alok & Bastille                         |
| "Remind Me"                            | 3:02 | Dreams of the Past | 2022 |                                         |
| "Eight Hours"                          | 3:28 | Dreams of the Past | 2022 | Featuring Tyde                          |
| "Dancing in the Dark"                  | 3:07 | Dreams of the Past | 2021 | Eerder op Apple Music Home Session      |
| "Running Away"                         | 2:52 | Dreams of the Past | 2022 |                                         |

### "&" (Ampersand)
| Titel                               | Duur | Album                      | Jaar | Opmerkingen   |
| ----------------------------------- | ---- | -------------------------- | ---- | ------------- |
| "Intros & Narrators"                | 3:53 | "&" (Ampersand)            | 2024 |               |
| "Eve & Paradise Lost"               | 3:10 | "&" (Ampersand)            | 2024 |               |
| "Emily & Her Penthouse in the Sky"  | 3:20 | "&" (Ampersand)            | 2024 |               |
| "Blue Sky & the Painter"            | 3:52 | "&" (Ampersand)            | 2024 |               |
| "Leonard & Marianne"                | 3:56 | "&" (Ampersand)            | 2024 |               |
| "Marie & Polonium"                  | 3:22 | "&" (Ampersand)            | 2024 |               |
| "Red Wine & Wilde"                  | 3:41 | "&" (Ampersand)            | 2024 |               |
| "Seasons & Narcissus"               | 3:32 | "&" (Ampersand)            | 2024 |               |
| "Drawbridge & the Baroness"         | 3:41 | "&" (Ampersand)            | 2024 |               |
| "The Soprano & Midnight Wonderings" | 3:40 | "&" (Ampersand)            | 2024 | Featuring BIM |
| "Essie & Paul"                      | 3:37 | "&" (Ampersand)            | 2024 |               |
| "Mademoiselle & the Nunnery Blaze"  | 3:59 | "&" (Ampersand)            | 2024 |               |
| "Zheng Yi Sao & Questions for Her"  | 3:34 | "&" (Ampersand)            | 2024 |               |
| "Telegraph Road 1977 & 2024"        | 4:07 | "&" (Ampersand)            | 2024 |               |
| "Bonnie & Clyde"                    | 4:10 | "&" (Ampersand), Part Four | 2025 |               |
| "Bathsheba & Him"                   | 3:33 | "&" (Ampersand), Part Four | 2025 |               |
| "My Head & the Glass"               | 3:44 | "&" (Ampersand), Part Four | 2025 |               |
| "Bored & Overboard (Pandora's Box)" | 3:27 | "&" (Ampersand), Part Four | 2025 |               |

## EP's en mixtapes

### Other People's Heartache
| Titel                               | Duur | Album                                   | Jaar | Opmerkingen                                                                                                   |
| ----------------------------------- | ---- | --------------------------------------- | ---- | --- |
| "Adagio for Strings (What Is Love)" | 3:59 | Other People's Heartache                | 2012 | Featuring Maiday                                                                                              |
| "What Would You Do?"                | 3:22 | Other People's Heartache                | 2012 | Later op All This Bad Blood                                                                                   |
| "Requiem for Blue Jeans"            | 3:57 | Other People's Heartache                | 2012 | |
| "Of the Night"                      | 3:34 | Other People's Heartache                | 2012 | Later op All This Bad Blood                                                                                   |
| "Titanium"                          | 2:54 | Other People's Heartache                | 2012 | |
| "Love Don't Live Here"              | 6:02 | Other People's Heartache                | 2012 | Featuring Rory Andrew, Jonas Jalhay en F.Stokes                                                               |
| "Falling"                           | 3:45 | Other People's Heartache                | 2012 | Featuring Ralph Pelleymounter                                                                                 |
| "Tuning In"                         | 1:02 | Other People's Heartache, Pt. 2         | 2012 | Featuring HUMS Contemporary Choir Later op All This Bad Blood als "Previously on Other People's Heartache..." |
| "Killer"                            | 3:01 | Other People's Heartache, Pt. 2         | 2012 | Featuring F*U*G*Z                                                                                             |
| "No Angels"                         | 3:01 | Other People's Heartache, Pt. 2         | 2012 | Featuring Ella Eyre Later op Bad Blood X                                                                      |
| "Walk to Oblivion"                  | 2:21 | Other People's Heartache, Pt. 2         | 2012 | Featuring Ralph Pelleymounter                                                                                 |
| "Forever Ever"                      | 3:42 | Other People's Heartache, Pt. 2         | 2012 | Featuring Jay Brown en Kate Tempest                                                                           |
| "Dreams"                            | 4:19 | Other People's Heartache, Pt. 2         | 2012 | Featuring Gabrielle Aplin Later op Panic Cord en Bad Blood X                                                  |
| "Thinkin' Ahead"                    | 4:03 | Other People's Heartache, Pt. 2         | 2012 | Featuring O.N.E. en Ric Elsworth                                                                              |
| "Free"                              | 3:18 | Other People's Heartache, Pt. 2         | 2012 | Featuring Ella Eyre en Erika Footman                                                                          |
| "Sweet Pompeii"                     | 2:32 | Other People's Heartache, Pt. 2         | 2012 | Featuring Bernie Sanders en Erika Footman                                                                     |
| "Basement"                          | 3:51 | Other People's Heartache, Pt. 2         | 2012 | Featuring F*U*G*Z en F.Stokes                                                                                 |
| "Oh Holy Night"                     | 2:16 | Other People's Heartache, Pt. 2         | 2012 | Later op All This Bad Blood als "Tuning Out..."                                                               |
| "Fall Into Your Arms"               | 1:49 | VS. (Other People's Heartache, Pt. III) | 2014 | Featuring The Gemma Sharples Quartet                                                                          |
| "Bite Down"                         | 3:00 | VS. (Other People's Heartache, Pt. III) | 2014 | Featuring HAIM                                                                                                |
| "bad_news"                          | 4:48 | VS. (Other People's Heartache, Pt. III) | 2014 | Featuring MNEK Eerder op All This Bad Blood zonder MNEK                                                       |
| "The Driver"                        | 4:22 | VS. (Other People's Heartache, Pt. III) | 2014 | Eerder op Drive: Radio 1 Rescores                                                                             |
| "Axe To Grind"                      | 4:48 | VS. (Other People's Heartache, Pt. III) | 2014 | Featuring Tyde en Rationale                                                                                   |
| "Torn Apart"                        | 3:06 | VS. (Other People's Heartache, Pt. III) | 2014 | Featuring GRADES                                                                                              |
| "Torn Apart, Pt. II"                | 1:02 | VS. (Other People's Heartache, Pt. III) | 2014 | Featuring GRADES en Lizzo                                                                                     |
| "Weapon"                            | 4:48 | VS. (Other People's Heartache, Pt. III) | 2014 | Featuring Angel Haze, F*U*G*Z en Braque                                                                       |
| "Remains"                           | 4:40 | VS. (Other People's Heartache, Pt. III) | 2014 | Featuring Rag'n'Bone Man en Skunk Anansie                                                                     |
| "Wild World (Intro)"                | 2:03 | Other People's Heartache, Pt. 4         | 2018 | Featuring Kianja                                                                                              |
| "Would I Lie to You?"               | 3:55 | Other People's Heartache, Pt. 4         | 2018 | Featuring Kianja, S-X en Craig David                                                                          |
| "Grip"                              | 3:18 | Other People's Heartache, Pt. 4         | 2018 | Met Seeb Later op Sad in Scandinavia                                                                          |
| "Don't Let Go (Love)"               | 4:08 | Other People's Heartache, Pt. 4         | 2018 | Featuring Kianja, Craig David en Swarmz                                                                       |
| "Flowers"                           | 3:46 | Other People's Heartache, Pt. 4         | 2018 | Featuring Rationale en James Arthur                                                                           |
| "The Descent"                       | 5:42 | Other People's Heartache, Pt. 4         | 2018 | Featuring Lily Moore, Moss Kena en Jacob Banks Eveneens B-zijde zonder Moore, Kena en Banks                   |
| "Warmth (Outro)"                    | 1:06 | Other People's Heartache, Pt. 4         | 2018 | Featuring Moss Kena                                                                                           |

### Goosebumps
| Titel                  | Duur | Album         | Jaar | Opmerkingen            |
| ---------------------- | ---- | ------------- | ---- | ---------------------- |
| "Goosebumps"           | 2:47 | Goosebumps EP | 2020 | Featuring Kenny Beats  |
| "Survivin'"            | 2:53 | Goosebumps EP | 2020 |                        |
| "What You Gonna Do???" | 2:11 | Goosebumps EP | 2020 | Featuring Graham Coxon |

## Andere projecten

### Annie Oakley Hanging
| Titel                | Duur | Album                | Jaar | Opmerkingen             |
| -------------------- | ---- | -------------------- | ---- | ----------------------- |
| "13 Steps"           | 3:32 | Annie Oakley Hanging | 2009 | Met Ralph Pelleymounter |
| "Feet Don't Fail Me" | 2:43 | Annie Oakley Hanging | 2009 | Met Ralph Pelleymounter |
| "Sophi is a Lady"    | 4:20 | Annie Oakley Hanging | 2009 | Met Ralph Pelleymounter |
| "Cut Her Down"       | 2:30 | Annie Oakley Hanging | 2009 | Met Ralph Pelleymounter |
| "13 Steps (snippet)" | 1:06 | Annie Oakley Hanging | 2016 | Met Ralph Pelleymounter |

### Distraction Tactics
| Titel                                   | Duur | Album               | Jaar | Opmerkingen |
| --------------------------------------- | ---- | ------------------- | ---- | ----------- |
| "Shaun of the Dead"                     | 0:27 | Distraction Tactics | 2020 |             |
| "Hunt for the Wilderpeople"             | 0:34 | Distraction Tactics | 2020 |             |
| "Eternal Sunshine of the Spotless Mind" | 0:28 | Distraction Tactics | 2020 |             |
| "Girlhood"                              | 0:48 | Distraction Tactics | 2020 |             |
| "Les triplettes de Belleville"          | 0:29 | Distraction Tactics | 2020 |             |
| "Howl’s Moving Castle"                  | 0:39 | Distraction Tactics | 2020 |             |
| "Run Lola Run"                          | 0:55 | Distraction Tactics | 2020 |             |
| "Space Week"                            | 0:45 | Distraction Tactics | 2020 |             |
| "True Grit"                             | 0:54 | Distraction Tactics | 2020 |             |
| "Tenet"                                 | 0:52 | Distraction Tactics | 2020 |             |
| "The Shining"                           | 0:38 | Distraction Tactics | 2020 |             |
| "Get Festive"                           | 0:55 | Distraction Tactics | 2020 |             |
| "Get Festive, Part 2"                   | 0:35 | Distraction Tactics | 2020 |             |

## Buiten albums
| Titel                          | Duur | Album                                              | Jaar | Opmerkingen                                                                     |
| ------------------------------ | ---- | -------------------------------------------------- | ---- | ------------------------------------------------------------------------------- |
| "Diamonds & Waste"             | 3:21 |                                                    | 2011 |                                                                                 |
| "Think About That"             | 1:43 |                                                    | 2012 | Met Jay Brown                                                                   |
| "Thinkin Bout You"             | 3:05 | Laura Palmer - Promo EP                            | 2013 | Featuring O.N.E. Eerder op Other People's Heartache, Pt. 2 als "Thinkin' Ahead" |
| "If You Still Want Me"         | 3:58 |                                                    | 2013 | O.N.E. featuring Bastille                                                       |
| "No One's Here to Sleep"       | 4:32 | Hotel Cabana                                       | 2013 | Naughty Boy featuring Bastille                                                  |
| "(I Just) Died in Your Arms"   | 3:20 | Virgin Records: 40 Years of Disruptions            | 2013 | Later op Bad Blood X                                                            |
| "Pompeii / Waiting All Night"  | 5:47 | Brit Awards                                        | 2014 | Met Rudimental featuring Ella Eyre                                              |
| "Do They Know It's Christmas?" | 3:48 |                                                    | 2014 | Als deel van Band Aid 30                                                        |
| "La Lune"                      | 3:39 | Adventure                                          | 2015 | Madeon featuring Dan Smith                                                      |
| "Overload"                     | 3:43 | Kill Your Friends                                  | 2015 |                                                                                 |
| "Bridge Over Troubled Water"   | 3:53 |                                                    | 2017 | Als deel van Artists for Grenfell                                               |
| "Glory (Single Version)"       | 3:38 |                                                    | 2017 |                                                                                 |
| "Basket Case"                  | 2:33 | The Tick                                           | 2017 |                                                                                 |
| "World Gone Mad"               | 3:15 | Bright: The Album                                  | 2017 |                                                                                 |
| "I Know You"                   | 3:34 | The Time Is Now                                    | 2017 | Craig David featuring Bastille                                                  |
| "Happier"                      | 3:34 |                                                    | 2018 | Marshmello featuring Bastille                                                   |
| "Won't Let You Go"             | 3:54 | Vacation                                           | 2019 | FRENSHIP featuring Bastille                                                     |
| "Multiply"                     | 2:57 |                                                    | 2020 | LoveFameTragedy featuring Bastille Enkel officieel uitgebracht in Rusland       |
| "Times Like These"             | 4:16 |                                                    | 2020 | Als deel van Live Lounge Allstars                                               |
| "What's in a Name?"            | 4:54 | 12 Questions                                       | 2020 | Future Utopia featuring Dan Smith of Bastille                                   |
| "Merry Xmas Everybody"         | 3:13 | Nest Audio Sessions                                | 2020 |                                                                                 |
| "Happy Together"               | ?    |                                                    | 2021 | Enkel gebruikt in reclamespots van Toyota                                       |
| "Liar Liar"                    | 2:54 |                                                    | 2023 | Dylan featuring Bastille                                                        |
| "Home Alone"                   | ?    |                                                    | 2023 | Enkel gedeeld op Instagram                                                      |
| "Head Down"                    | 3:15 | All Stand Together                                 | 2023 | Lost Frequencies featuring Bastille                                             |
| "Planet Earth III Suite"       | 5:10 | Planet Earth III (Original Television Soundtrack)  | 2023 | Hans Zimmer, Jacob Shea, Sara Barone & Bastille                                 |
| "Hang Son Doong"               | 2:51 | Planet Earth III (Original Television Soundtrack)  | 2023 | Hans Zimmer, Jacob Shea, Sara Barone & Bastille                                 |
| "Monarch Butterflies"          | 4:07 | Planet Earth III (Original Television Soundtrack)  | 2023 | Hans Zimmer, Jacob Shea, Sara Barone & Bastille                                 |
| "Snow Leopard"                 | 4:34 | Planet Earth III (Original Television Soundtrack)  | 2023 | Hans Zimmer, Jacob Shea, Sara Barone & Bastille                                 |
| "Mother Octopus"               | 3:37 | Planet Earth III (Original Television Soundtrack)  | 2023 | Hans Zimmer, Jacob Shea, Sara Barone & Bastille                                 |
| "Loggerhead"                   | 1:58 | Planet Earth III (Original Television Soundtrack)  | 2023 | Hans Zimmer, Jacob Shea, Sara Barone & Bastille                                 |
| "Eurydice (Dan's Demo)"        | 3:29 | KAOS (Soundtrack from the Netflix Series)          | 2024 |                                                                                 |
| "Spiralling"                   | 3:46 | The King is Dead                                   | 2025 | To Kill a King featuring Bastille                                               |
| "Home Before the World Ends"   | 3:19 | Machines Will Never Learn to Make Mistakes Like Me | 2025 | Will Varley featuring Bastille                                                  |
| "No Words"                     | ?    |                                                    | 2025 | Enkel gebruikt in kortfilm 22+1                                                 |

## Live covers
| Titel                             | Duur | Album                          | Jaar | Opmerkingen                                 |
| --------------------------------- | ---- | ------------------------------ | ---- | ------------------------------------------- |
| "Choices"                         | 6:45 |                                | 2012 | To Kill a King featuring Bastille & Friends |
| "Locked Out of Heaven"            | 3:37 |                                | 2013 |                                             |
| "We Can't Stop"                   | 3:38 | BBC Radio 1's Live Lounge 2014 | 2013 |                                             |
| "Christmas Mashup"                | 3:33 |                                | 2013 |                                             |
| "Earth Song / Common People"      | 4:50 |                                | 2014 |                                             |
| "This Is What You Came For"       | 3:18 |                                | 2016 |                                             |
| "Final Song"                      | 4:23 | BBC Radio 1's Live Lounge 2016 | 2016 |                                             |
| "16"                              | 3:58 |                                | 2016 | Featuring Craig David                       |
| "All I Want for Christmas"        | 3:07 |                                | 2016 |                                             |
| "Human"                           | 3:33 |                                | 2017 |                                             |
| "I Don't Want to Miss a Thing"    | 3:54 |                                | 2017 |                                             |
| "Drop It Like It's Royal"         | 3:53 |                                | 2017 |                                             |
| "Say My Name"                     | 3:40 |                                | 2018 |                                             |
| "Eastside"                        | 3:54 |                                | 2018 | Marshmello featuring Bastille               |
| "Just Give Me a Reason"           | 2:58 |                                | 2019 | P!nk featuring Bastille                     |
| "Bad Guy"                         | 4:24 |                                | 2019 |                                             |
| "Someone You Loved"               | 3:26 |                                | 2019 |                                             |
| "Old Town Road"                   | 3:27 |                                | 2019 |                                             |
| "Jolene"                          | 1:20 |                                | 2020 |                                             |
| "Killing Me Softly"               | 3:28 |                                | 2020 |                                             |
| "Love Lockdown"                   | 2:34 |                                | 2020 |                                             |
| "Deliverance"                     | 2:40 |                                | 2020 | Featuring Rationale                         |
| "Anyone But Me x Nightmares"      | 3:44 |                                | 2020 |                                             |
| "I Will Survive/Survivor"         | 3:03 |                                | 2020 |                                             |
| "2000 Miles/Feliz Navidad"        | 3:22 |                                | 2020 |                                             |
| "Drinking in LA"                  | 3:20 |                                | 2021 |                                             |
| "Heat Waves"                      | 2:32 |                                | 2021 | Griff featuring Dan from Bastille           |
| "Never Gonna Give You Up"         | 3:37 |                                | 2021 | Featuring Rick Astley                       |
| "Dreams"                          | 3:31 |                                | 2021 |                                             |
| "Time"                            | 3:41 |                                | 2021 |                                             |
| "Exile"                           | 4:13 |                                | 2022 |                                             |
| "24 Years at the Tap End"         | 0:37 |                                | 2022 |                                             |
| "Dancing in the Dark"             | 3:22 |                                | 2022 |                                             |
| "Come as You Are"                 | 4:28 | Bastille: MTV Unplugged        | 2023 |                                             |
| "Killing Me Softly with His Song" | 5:19 | Bastille: MTV Unplugged        | 2023 |                                             |
| "So Long, Marianne"               | 4:30 |                                | 2024 |                                             |
| "Birds of a Feather"              | 4:16 |                                | 2024 |                                             |

## Remixes
| Titel             | Duur | Album                            | Jaar | Opmerkingen                                         |
| ----------------- | ---- | -------------------------------- | ---- | --------------------------------------------------- |
| "Stop & Stare"    | 4:16 |                                  | 2011 | Voor Fenech-Soler                                   |
| "Bloody Shirt"    | 3:56 |                                  | 2011 | Voor To Kill a King Exclusief voor Record Store Day |
| "It's Time"       | 3:30 |                                  | 2013 | Voor Imagine Dragons                                |
| "Are You Sure"    | 4:03 | The Big Dream Super Deluxe Album | 2013 | Voor David Lynch                                    |
| "Hard as Hello"   | 4:41 | Hard as Hello EP                 | 2014 | Voor Kimberly Anne                                  |
| "Greek Tragedy"   | 3:52 | Glitterbug                       | 2015 | Voor The Wombats                                    |
| "I Bet My Life"   | 3:56 | I Bet My Life (Remixes)          | 2015 | Voor Imagine Dragons                                |
| "U Got the Power" | 3:44 | Overflowing Futures              | 2015 | Voor Swiss Lips                                     |

## Dan Smith (pre-Bastille)
| Titel                               | Duur | Album                                  | Jaar | Opmerkingen                          |
| ----------------------------------- | ---- | -------------------------------------- | ---- | ------------------------------------ |
| "Ignoring Messages"                 | 4:35 | Bright Young Things 2007               | 2007 |                                      |
| "Colours of Love"                   | 2:50 |                                        | 2007 | Als Ralph & Dan                      |
| "New Blue Dress"                    | 2:10 |                                        | 2007 | Als Ralph & Dan                      |
| "Owen"                              | 2:48 |                                        | 2007 | Als Ralph & Dan                      |
| "TelegRalph Road"                   | 3:24 |                                        | 2007 | Als Ralph & Dan Featuring Isla Smith |
| "Electric Head"                     | 2:39 |                                        | 2007 | Als Randalf                          |
| "Keep Talking"                      | 2:57 |                                        | 2007 | Als Randalf                          |
| "(Ir)reverence"                     | 3:30 | Mercedes-Benz Mixed Tape #24           | 2008 |                                      |
| "Daniel in the Den (demo)"          | 3:06 | The Strummerville Summer Sessions 2009 | 2008 | Latere versie op Bad Blood           |
| "Dictator"                          | 4:48 |                                        | 2008 |                                      |
| "Foe (Through the Trees)"           | 2:46 |                                        | 2008 |                                      |
| "Haunt (demo)"                      | 3:16 |                                        | 2008 | Latere versie op All This Bad Blood  |
| "The Ride"                          | 3:01 |                                        | 2008 |                                      |
| "Things We Lost in the Fire (demo)" | 3:58 |                                        | 2008 | Latere versie op Bad Blood           |
| "Starry Eyed"                       | 3:20 |                                        | 2008 |                                      |
| "Veins"                             | 4:27 |                                        | 2008 |                                      |
| "When All Our Friends Are Dead"     | 3:36 |                                        | 2008 |                                      |
| "Alchemy"                           | 3:01 | Alchemy / Words Are Words              | 2009 |                                      |
| "Words Are Words"                   | 2:48 | Alchemy / Words Are Words              | 2009 |                                      |